# 69286 von Liebig
69286 von Liebig este un asteroid din centura principală de asteroizi.

## Descriere
69286 von Liebig este un asteroid din centura principală de asteroizi. A fost descoperit pe 10 octombrie 1990 la Tautenburg de Freimut Börngen și Lutz Dieter Schmadel. Asteroidul prezintă o orbită caracterizată de o semiaxă mare de 2,65 ua, o excentricitate de 0,21 și o înclinație de 11,3° în raport cu ecliptica.